# アルタン・ブカ
アルタン・ブカ（Altan-buqa、? - 1323年以降）は、クビライ・カアンの息子のマンガラの子で、モンゴル帝国の皇族。『元史』などの漢文史料では按檀不花、『集史』などのペルシア語史料ではالتون بوقاĀltūn būqāと記される。

## 概要
クビライ・カアンの三男で安西王に封ぜられたマンガラの息子として生まれ、兄弟にはアルスラン・ブカ、アナンダらがいた。マンガラは父のクビライより安西王に封ぜられて旧タングート（西夏）地方の統治に携わっていたが、至元11年（1274年）には新たに秦王にも封ぜられ、安西王印・秦王印の二つを有するようになった。
至元15年（1278年）にマンガラが亡くなるとマンガラ家当主の座及び安西王印・秦王印はアナンダが継いだが、後に秦王位と秦王印のみはアルタン・ブカが継承した。このような状況に対し財務官僚のサンガは一つの王家で二つの王印を用いるのは制度上宜しくないと述べ、アナンダの有する安西王位・安西王印はそのままとしたが、アルタン・ブカの有する秦王印は回収されその王傅も廃止された。
しかしその後もしばらくはアルタン・ブカの秦王としての権威は残っていたようで、至元26年（1289年）には「秦王府」がアルタン・ブカの命令を受けて事務を遂行した事が記録されている。だが至元27年（1290年）に経済部門を統括する典蔵司が廃止されて以後、「秦王」アルタン・ブカの名は史書に表れず秦王としての公的資格は失われたものと見られる。
テムル・カアンが亡くなった際、アナンダはブルガン・ハトゥンと協力してカアン位に即こうと画策したが、アユルバルワダのクーデターによって失敗し、その後カアンとなったカイシャンによって処刑された。このために安西王家は廃止されて安西王領はアユルバルワダに与えられ、アルタン・ブカやアナンダの息子のオルク・テムルは勢力基盤を失ってしまった。
アルタン・ブカやオルク・テムルを始め旧安西王国の臣下は安西王国の復活を請願したものの拒絶されたため、英宗-仁宗政権の転覆を狙うようになった。英宗政権を揺るがしたコシラの叛乱の切っ掛けを作った陝西行省は旧安西王国領に設置されたものであるため、安西王家の旧臣が関与したのではないかとする説もある。
至治3年（1323年）、カイシャンの後を継いだ英宗シデバラの統治に不満を抱く者達が密かに結集し、暗殺を計画した。この計画の首謀者には御史大夫テクシ、知枢密院事エセン・テムル、大司農シクトゥル、前平章政事チギン・テムル、前雲南行省平章政事オルジェイ、前治書侍御史鎖南、テクシの弟の宣徽使鎖南、典瑞院使トブチ、枢密院副使ハサン、僉書枢密院事章台、衛士トゥマン及び諸王アルタン・ブカ、ボラト、オルク・テムル、曲呂不花、ウルス・ブカらがおり、この中でもクビライの嫡子の直系であるオルク・テムル、アルタン・ブカの地位は高かった。
首謀者達はシデバラの暗殺には成功したものの、暗殺に関わった王族を新しいカアンとすることは大義名分の上で難しく、またオルク・テムルやアルタン・ブカらも当面は安西王家の復活のみを狙っていたため、結果として晋王イェスン・テムルを新たなカアンに選ぶこととなった。この際、王族のアルタン・ブカとエセン・テムルが晋王家の領地モンゴリアに赴き、イェスン・テムルをカアンに擁立する意思を伝えている。
イェスン・テムルがクリルタイでカアンに即位した同日、イェスン・テムルによってオルク・テムルに安西王位が与えられたものの、僅か3月後にイェスン・テムルは傀儡化を恐れて英宗暗殺の首謀者達を弾圧し、アルタン・ブカは海南島に流されてしまった。海南に流された後の動向については記録がなく、まもなく亡くなったものと見られる。

## 安西王家の系図
『元史』・『集史』ともにほぼ同じ系図を記録している。
- 安西王マンガラ（Mangγala＞忙哥剌/mánggēlá,منگقالا/mangqālā）
  - アルスラン・ブカ（Arslan-buqa＞ارسلان بوقا/ārslān būqā）
  - 秦王アルタン・ブカ（Altan-buqa＞按檀不花/àntánbúhuā,التون بوقا/āltūn būqā）
  - 安西王アナンダ（Ananda＞阿難答/ānándā,اننده/ānande）
    - 安西王オルク・テムル（Ürüg Temür＞月魯鉄木児/yuèlǔ tiěmùér,اورگ تیمور/ūrg tīmūr）